# Scilla monophyllos
Scilla monophyllos es una planta bulbosa de la familia de las asparagáceas.

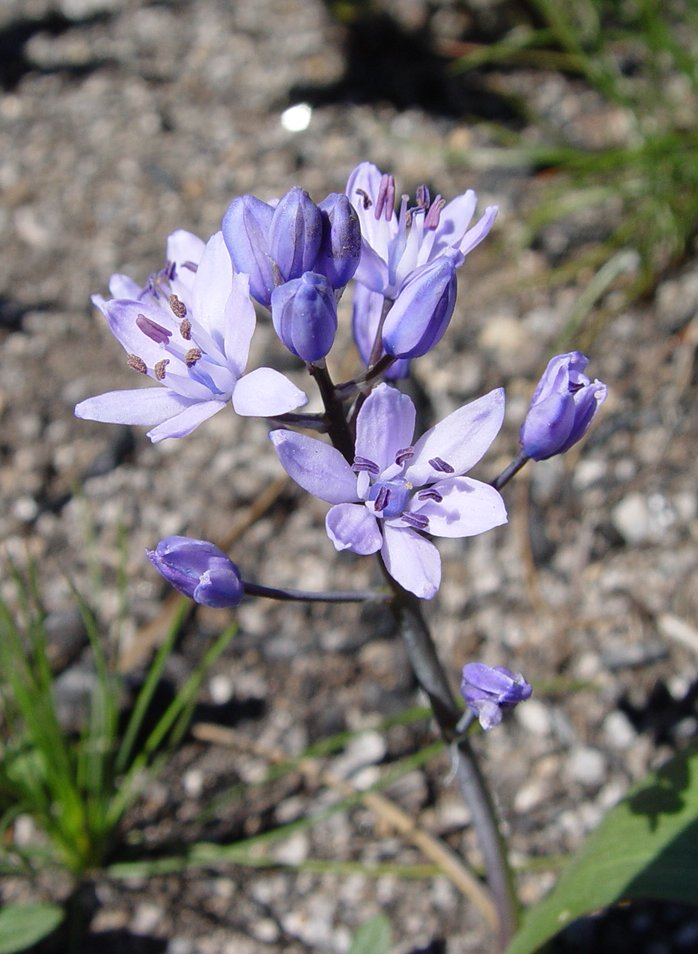
Inflorescencia

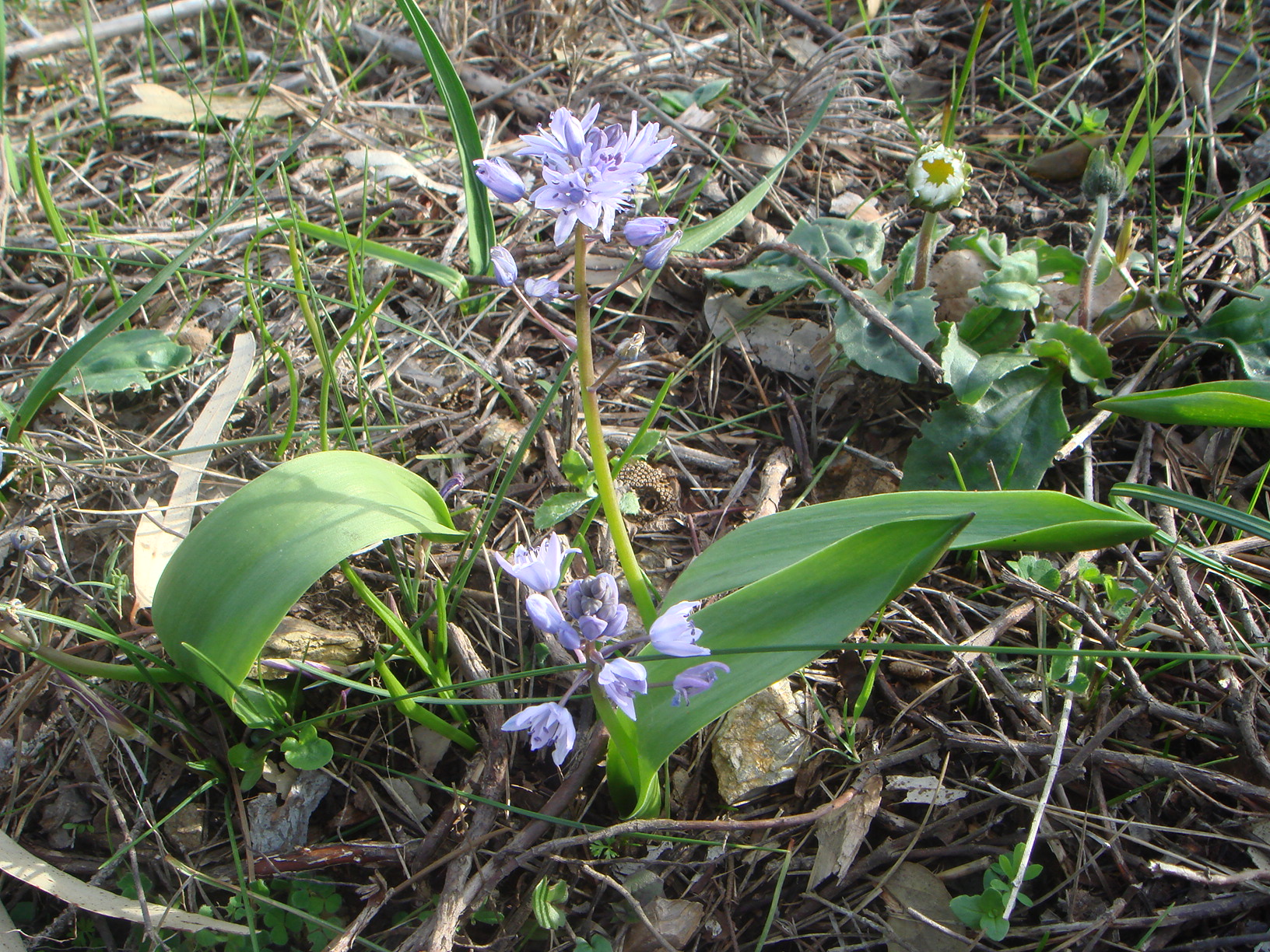
Vista de la planta

## Descripción
Hierba dotada de una sola hoja lanceolada, que a modo de abrazo envaina un único tallo floral de unos 20 cm, que sostiene en su extremo una inflorescencia abierta de pequeñas flores de color azul vivo. Es parecida a Scilla messeniaca, pero en este caso con una sola hoja por cada bulbo. Flores azul brillante, de 7-9 mm. con bráctea azuladas. Florece en invierno y primavera.

## Hábitat
Zonas arenosas y rocosas, suelos de zonas de matorral y arbustivos.

## Distribución
Portugal, sur de España y Marruecos.
Es un endemismo ibero-mauritano-atlántico.

## Taxonomía
Scilla monophyllos fue descrito por Heinrich Friedrich Link  y publicado en Journal für die Botanik 1799(2): 319. 1800.
Citología
Número de cromosomas de Scilla monophyllos (Fam. Liliaceae) y táxones infraespecíficos: 2n=20, 40
Sinonimia
- Monocallis monophylla (Link) Salisb
- Oncostema monophyllos (Link) Speta
- Oncostema tingitana (Schousb.) Speta
- Scilla monophyllos var. tingitana (Schousb.) Pau
- Scilla pumila Brot.
- Scilla tingitana Schousb.
- Tractema monophyllos (Link) Speta
- Tractema pumila (Brot.) Raf.
- Tractema tingitana (Schousb.) Speta[4][5]